# クズネツォフ NK-93

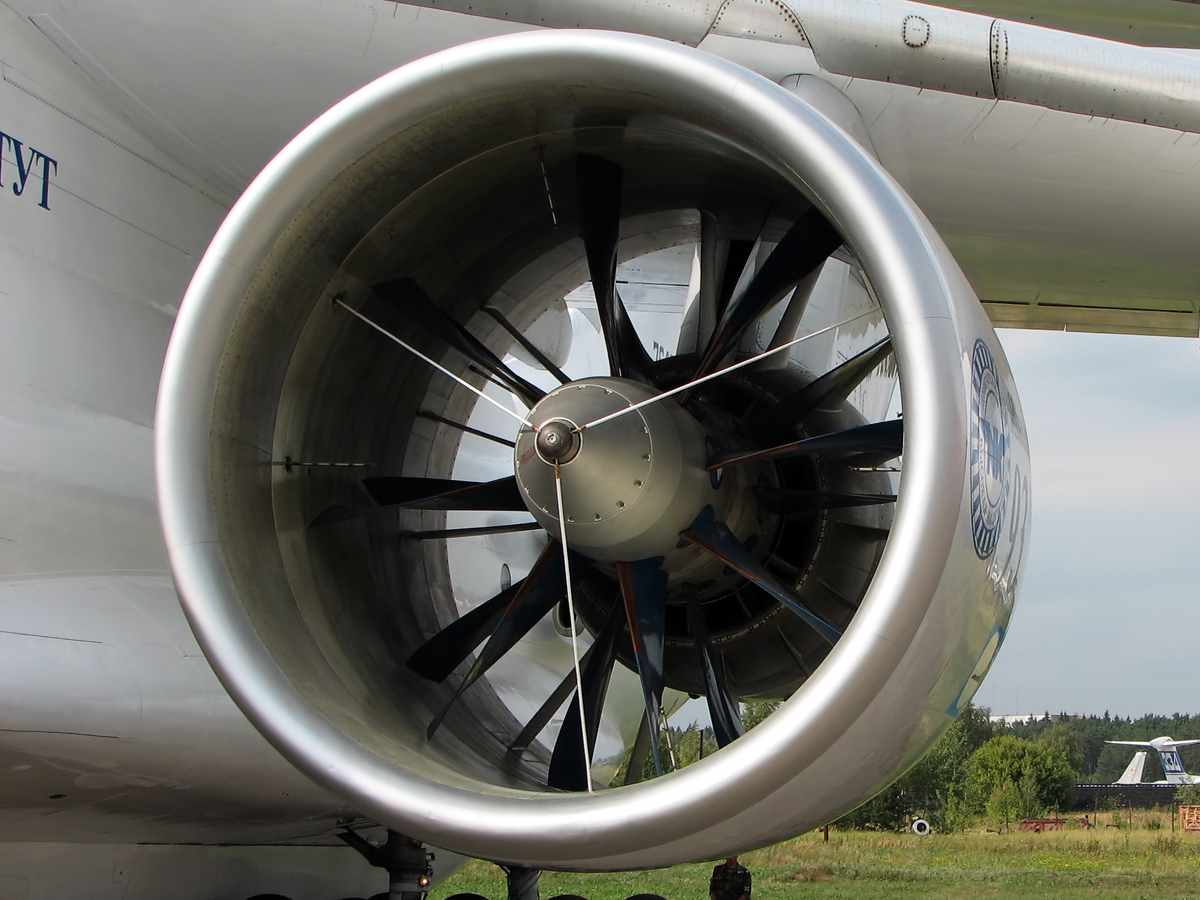
Il-76LLに搭載されたNK-93

NK-93（ロシア語: НК-93）は、ロシア連邦のN・D・クズネツォフ記念サマーラ科学技術複合が開発していたプロップファンエンジンである。プロップファンであるが、周りにダクトがある点が特徴である。

## 概要
NK-93の設計は、実現しなかったIl-106輸送機に装備される予定であったクズネツォフNK-92の設計に基づいている。1986年にクズネツォフのチーフデザイナーであるバレンティン・アニシモフにより開発が開始された。設計上は、NK-93は今までテストしたなかで最も燃費の良い航空用ジェットエンジンであるように思われた。コアは1988年2月に試験され、完全なエンジンは、1991年8月に初始動した。1992年半ばには、5機のNK-93エンジンがテスト中であることが報告され、1997年から開始された試験の時間は10,000時間を超えているとされた。
2001年2月にはCIAMのレポートでNK-93のテストを完了したことが報告された。しかし、2006年12月29日にIl-76LLに懸架して飛行試験を開始したものの、ファンのギヤユニットの信頼性の問題、全体のサイズや重量の問題などが明らかとなったことで認証作業は停滞した。その後も改善が続けられていたが、2009年に資金不足により開発が中止された。
派生型として、Tu-330K（Tu-338）向けに液化天然ガスを燃料とするNK-94エンジンが計画されていた。

## 設計

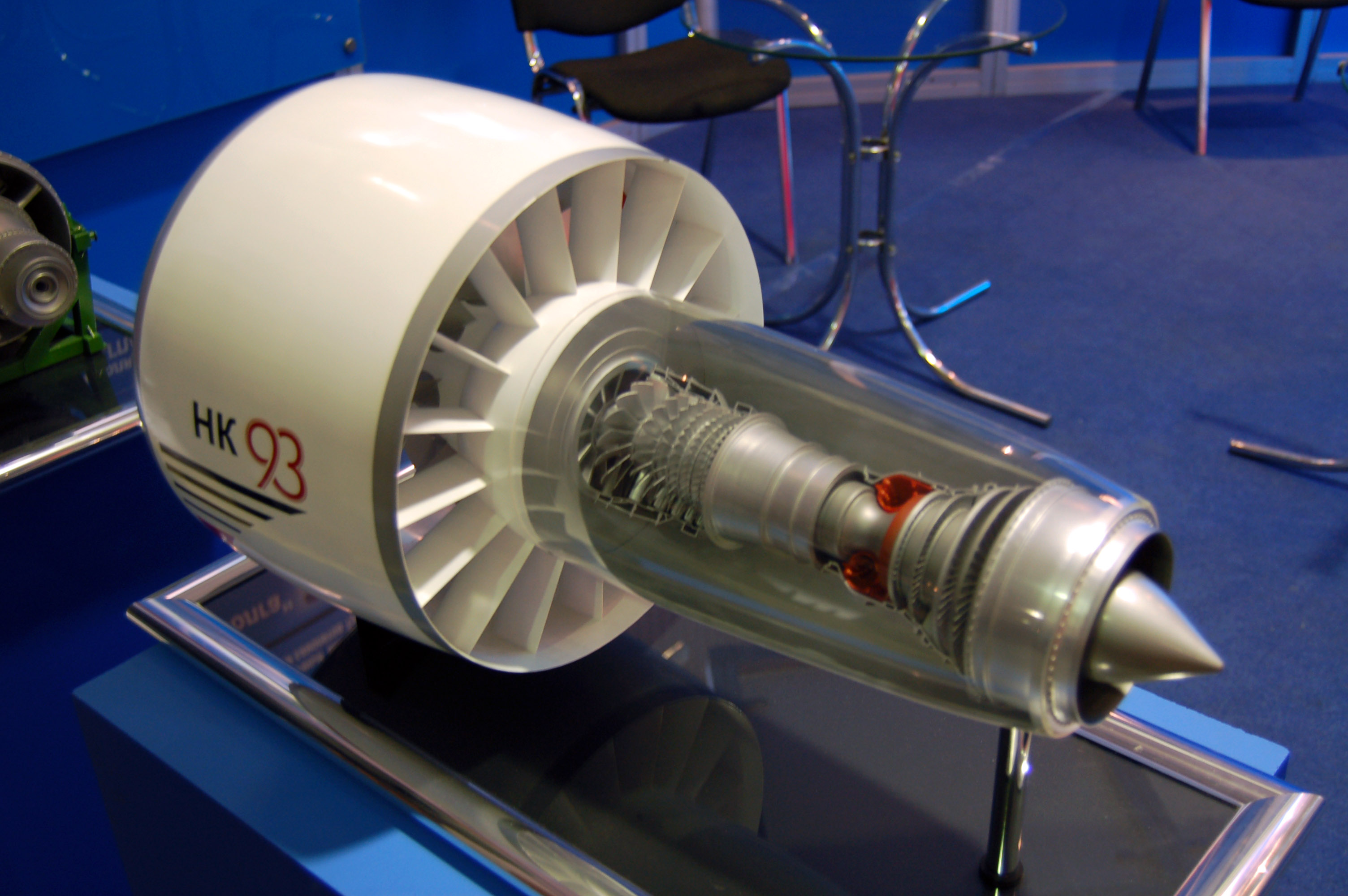
MAKS-2009で展示された模型

コアには、1989年よりリグ試験をしてきたNK-110プロップファンのプロトタイプから派生したものを使用している。制御は電子制御となっているが、冗長性確保のため機械式（油圧）バックアップ機構を持つ。

## 搭載予定機
- Il-96
- Tu-204
- Tu-330

## 仕様
一般的特性
- 形式: プロップファン
- 全長: 5,972mm
- 直径: 2,900mm（ファン）
- 乾燥重量: 3,500kg

構成要素
- 圧縮機: 7段低圧・8段高圧軸流圧縮機
- 燃焼器: アニュラ型
- タービン: 1段低圧・1段高圧タービン

性能
- 推力: 180kN（離陸時）
- 全圧縮比（英語版）: 

  - 28.85：1（離陸時）[4]
  - 37：1（巡航時）[4]
- バイパス比: 16.6
- 燃料流量: 0.49kg/hr（巡航時）
- 出力重量比:
- 最初のオーバーホールまでの時間: 7,500時間
- 運用寿命: 15,000時間

出典: 

## 参考
- Kuznetsov NK-93 (Russian Federation), Aero-engines - Propfan